# تشارلز براغ
تشارلز براغ (بالإنجليزية: Charles Bragg)‏ هو فنان أمريكي، ولد في 1931 في سانت لويس في الولايات المتحدة، وتوفي في 9 يناير 2017.

## وصلات خارجية
- الموقع الرسمي
- تشارلز براغ على موقع ميوزك برينز (الإنجليزية)